# هیرویوکی فوجیوارا
هیرویوکی فوجیوارا (انگلیسی: Hiroyuki Fujiwara؛ زادهٔ ۱ ژانویهٔ ۱۹۳۵) بازیکن هاکی روی چمن اهل ژاپن بود.